# だぅもありがと!
『だぅもありがと!』（どうもありがと）は、1986年4月18日から1988年3月25日までTBS系列局で放送されていたTBS製作のトークバラエティ番組である。花王の一社提供。放送時間は毎週金曜 23:00 - 23:30 （日本標準時）。
歌とトークと笑いを織り交ぜた内容の番組で、毎回様々な著名人をゲストに招いていた。タイトルは、司会を務めていた研ナオコのギャグ（極端に鼻にかけた発音）が由来である。

## 司会
- 研ナオコ - 中期まで出演。
- 中原理恵 - 末期に出演。
- 笑福亭鶴瓶 - 末期に出演。

## スタッフ
- 構成：秋元康、遠藤察男、井辺清、奥山コーシン、西川晋、成田はじめ
- 音楽：小野寺忠和
- 演奏：パセリクラブ
- TD：浜田泰生（TBS）
- 映像：伊東修（TBS）
- カラー調整：中村孝雄（TBS）
- 照明：河合俊明（TBS）
- 音声：阿蘇谷靖（TBS）
- 音効：舘野忠之
- 美術制作：河瀬洋男（TBS）
- 美術進行：安川毅
- 美術デザイン：西條実
- スタイリスト：植原ゆかり
- 編集：IMAGICA
- 企画協力：D3 Company、メビウス
- 制作協力：田辺エージェンシー
- ディレクター：多田羅敬二・小河原均（共にD3 Company）
- 演出：新井義春（D3 Company）
- プロデューサー：梅沢汎（TBS）
- 製作著作：TBS

## 補足
1986年10月から1987年3月頃までは花王を含む複数社（サッポロビールと日清食品。時間は花王2'00"、サッポロと日清が各30"）の提供で放送されていたこともあるが、1987年4月からは再び花王の一社提供で放送。以来、花王はこの時間帯の一社提供を続けている。
末期に出演していた笑福亭鶴瓶は、後に、同時間帯で放送される『A-Studio』でも司会を務めている。